# Roger Rossat-Mignod
Roger Rossat-Mignod (* 23. September 1946 in Flumet) ist ein ehemaliger französischer Skirennläufer. Er fuhr in allen Disziplinen und war besonders im Riesenslalom erfolgreich.

## Biografie
Die ersten Punkte in einem Weltcuprennen holte Rossat-Mignod am 6. Januar 1967 als Fünfter des Riesenslaloms in Berchtesgaden. Im darauf folgenden Winter fuhr er nie in die Punkteränge, weshalb er auch die Qualifikation für die Olympischen Winterspiele 1968 verpasste. In der Saison 1968/69 gelangen ihm zwei Top-10-Ergebnisse, in der Saison 1969/70 hingegen nur eines.
In der Saison 1970/71 konnte Rossat-Mignod drei Ergebnisse unter den besten Zehn erzielen. Seine erfolgreichste Saison hatte er im Saison 1971/72. Er gewann am 10. Januar 1972 den Riesenslalom in Berchtesgaden und wurde zwei Monate später Dritter in Pra-Loup. Bei den Olympischen Winterspielen 1972 wurde er 15. in der Abfahrt, während er im Riesenslalom ausschied (nach achtbester Zeit im ersten Lauf).
Ein achter Platz blieb in der Saison 1972/73 Rossat-Mignods bestes Ergebnis, woraufhin er vom Spitzensport zurücktrat.

## Erfolge

### Olympische Spiele
- Sapporo 1972: 15. Abfahrt

### Weltcup
- Saison 1971/72: 3. Riesenslalomwertung
- 2 Podestplätze, davon 1 Sieg:

| Datum           | Ort           | Land        | Disziplin    |
| --------------- | ------------- | ----------- | ------------ |
| 10. Januar 1972 | Berchtesgaden | Deutschland | Riesenslalom |